# Franz Anton Cramer

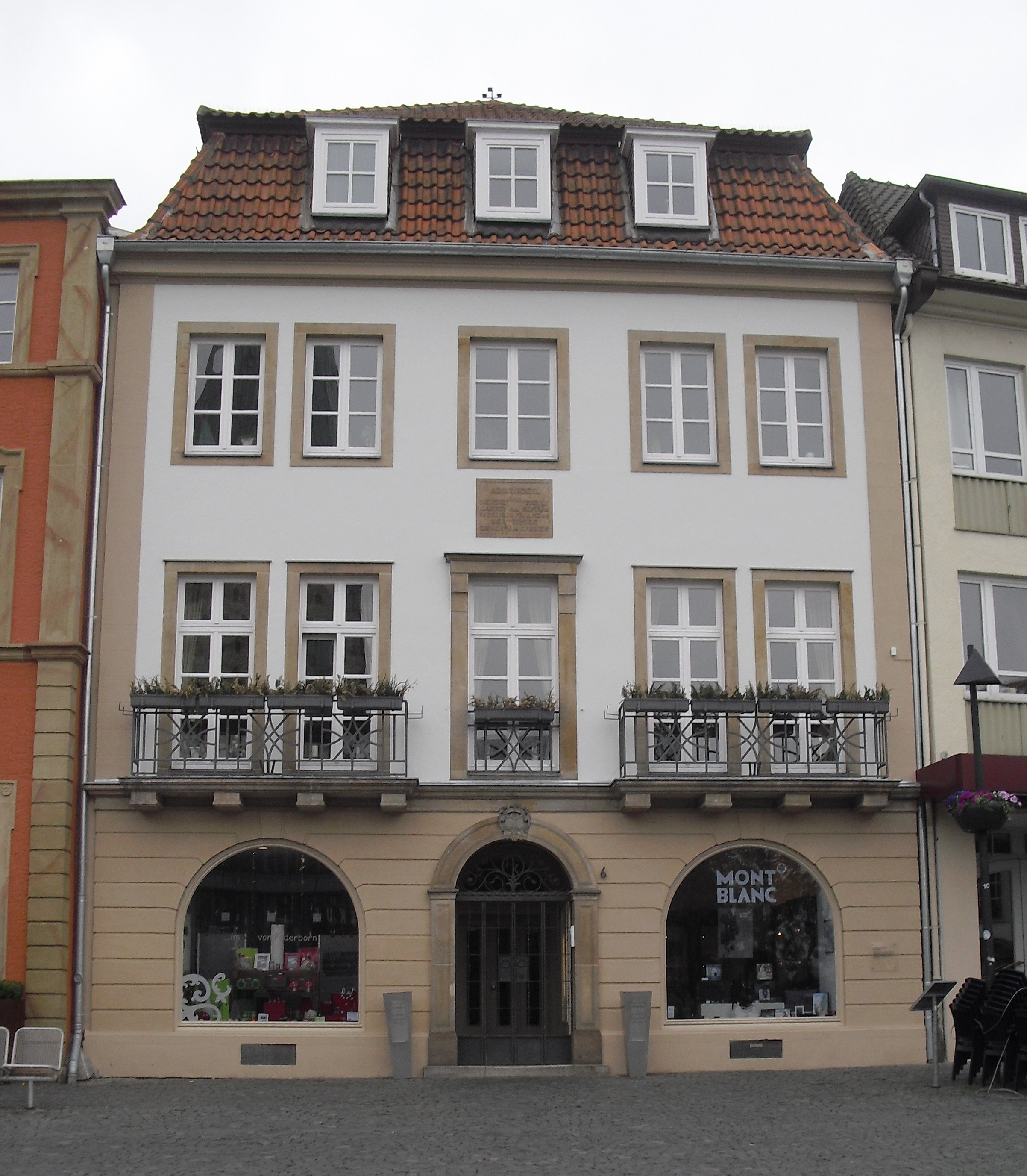
Ehemalige Hofapotheke am Markt

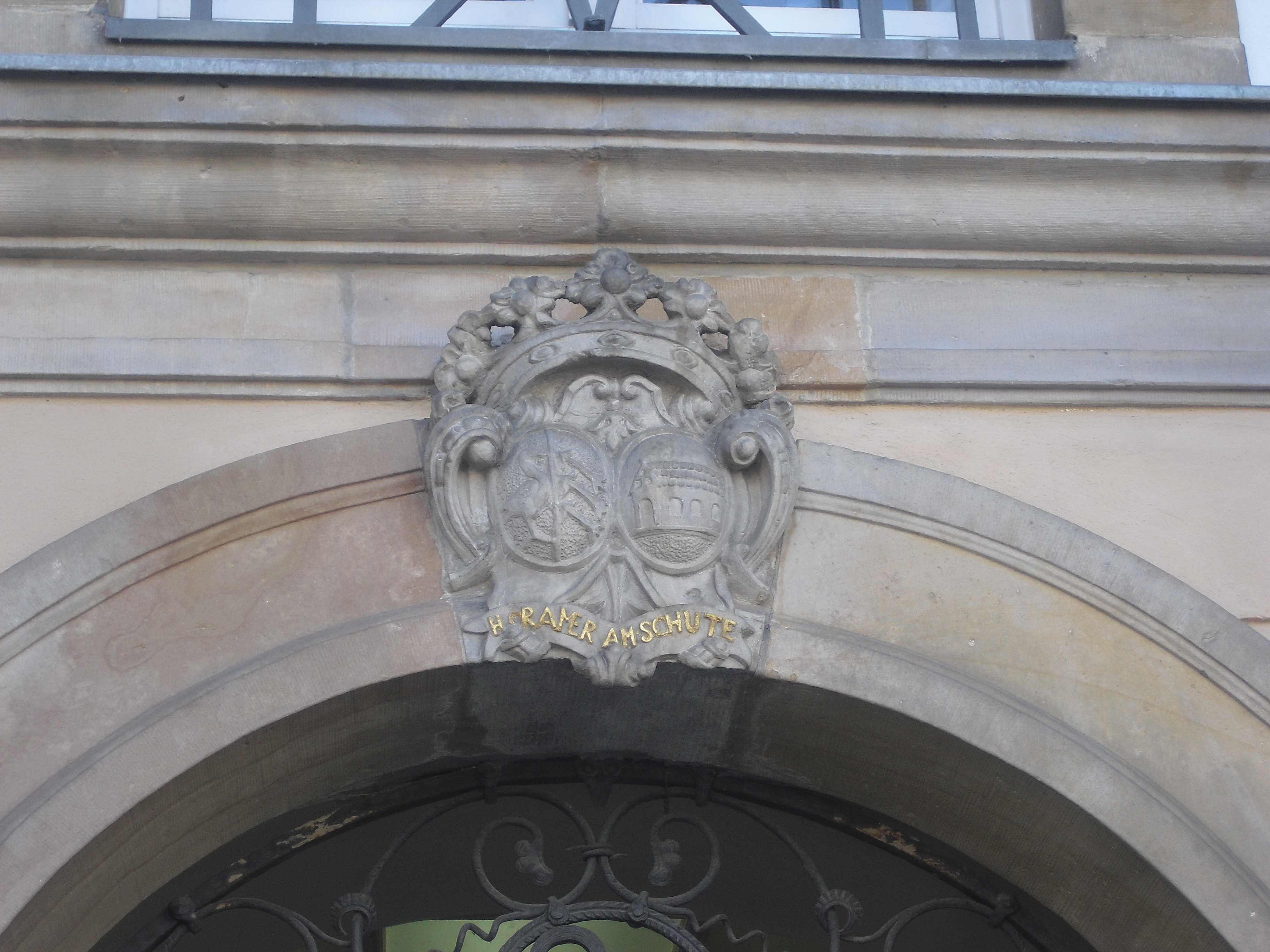
Hausmarke am Portal

Franz Anton Cramer (* 1776 in Paderborn; † 9. Mai 1829 in Paderborn) war ein Hofapotheker in Paderborn. Die Cramer’sche Hofapotheke ist die spätere Adlerapotheke am Markt in Paderborn. Er ist der Urgroßvater des Schriftstellers Hermann Löns.

## Entdeckung des Morphins
Am 1. Oktober 1799 trat Friedrich Sertürner dort eine Lehre an, die er nach vier Jahren beendete. In dieser Zeit begann er seine wissenschaftlichen Arbeiten, die später Grundlage für die Entdeckung des Morphins wurden. 1804 isolierte Friedrich Sertürner in der Cramer’schen Hofapotheke erstmals das Morphin aus dem wässrigen Extrakt des Opiums.